# Gerber Károly
Gerber Károly (1911–?) motorszerelő és vasesztergályos, majd Kossuth-díjas mérnök, az Újításokat Kivitelező Vállalat munkatársa.
1952-ben – Gál Endrével megosztva – megkapta a Kossuth-díj arany fokozatát, az indoklás szerint egy „új, nagy teljesítményű fúrógép kidolgozásáért és gyakorlati megvalósításáért”.